# Снежневский, Павел Львович
Павел Львович Снежневский (22 февраля 1870 года Галич Костромской губернии — 5 ноября 1938 года, Орёл) — российский пчеловод, новатор зоотехнического метода пчеловодства, правительственный инструктор по пчеловодству в Воронежской и Орловской губерниях, автор ряда работ, посвящённых профессиональному разведению пчёл.

## Биография
Павел Львович Снежневский родился 22 февраля 1870 в городе Галиче Костромской губернии в семье пономаря сельской Космодемианской церкви Льва Всеволодовича Снежневского. Ещё в детские годы он пристрастился к работе с пчёлами на колодной пасеке своего отца.
Лишившись обоих родителей в возрасте около 6 лет, систематического школьного образования Павел Снежневский не получил. В 1897—1891 годах обучался в Костромской духовной семинарии, но был отчислен за неуспеваемость.
С 1890 года Павел Львович Снежневский работал исключительно в области пчеловодства. Он открыл в Костроме ульевую мастерскую, где сам изготавливал ульи. Техникой рамочного пчеловодства в то время он уже хорошо владел и в 1898 году переехал в Херсон, поступив пчеловодом на пчельник земского среднего сельскохозяйственного училища. Позже он перебрался в Елисаветградский уезд к известному тогда кооперативному деятелю Н. В. Левицкому для устройства артельных пасек, где хорошо ознакомился с состоянием дупляночного пчеловодства и сделал ряд наблюдений и выводов об условиях постановки рационального пчеловодства.
В 1890 году П. Л. Снежневский был приглашён Елисаветградским земством на должность пчеловода, устроил земскую пасеку и вел среди крестьян усиленную пропаганду рамочного пчеловодства, выступая поборником противороевой системы.
В период с 1908 по 1914 П. Л. Снежневский работал инструктором по пчеловодству в Воронежской губернии. В 1909 году он выступил на Киевской выставке пчеловодства с докладом о выработке культурной породы пчёл. К этому периоду относятся и наблюдения и исследования Снежневского по психологии пчелиной семьи.
С 1914 Снежневский перешёл на службу инструктором по пчеловодству в Орловскую губернию. Поселившись в Орле, он организовал собственную пасеку. После Октябрьской революции Снежневский получил должность инструктора Орловского губернского товарищества пчеловодства и консультанта по пчеловодству при Орловском губернском земельном управлении. Здесь он разработал собственный метод зимовки пчёл и выпустил пособие для пчеловодов. Кроме того, он регулярно читал лекции на курсах по пчеловодству и проводил на пасеке занятия с многочисленными посетителями и экскурсиями.
Павел Львович скончался 5 ноября 1938 года от тяжёлой продолжительной болезни.

## Вклад в отечественное пчеловодство
Павел Львович Снежневский создал собственную школу и систему, которая получила широкое распространение в пчеловодстве. В результате многолетней практической работы он одним из первых в отечественном пчеловодстве предложил применять воскостроительную рамку, верхний леток, семью-воспитательницу и многое другое. Снежневским был установлен факт передачи пчёлами-кормилицами через молочко признаков и свойств к воспитываемым молодым пчёлам. Он считается новатором применения методов зоотехники к пчеловодству. 

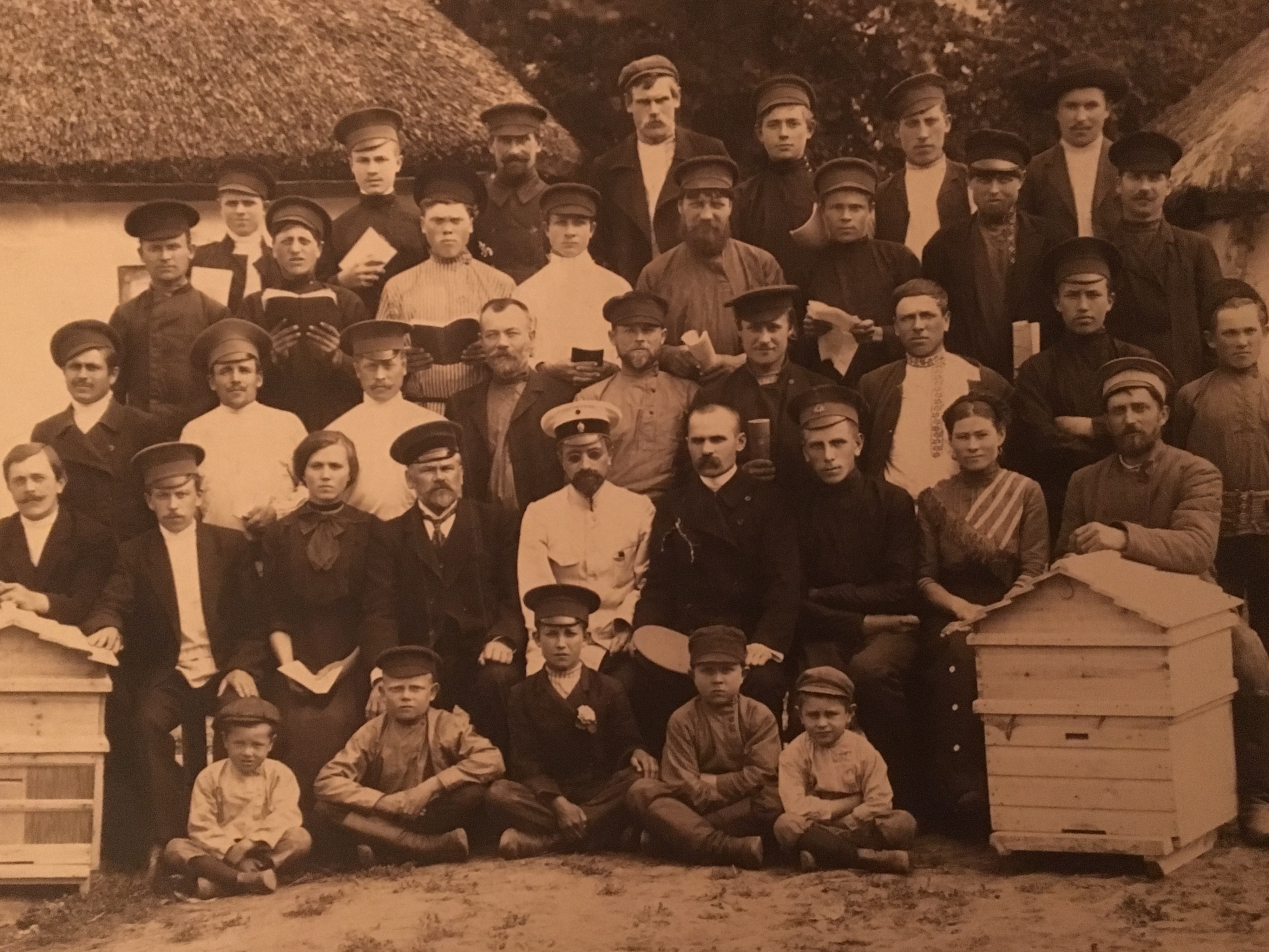
П. Л. Снежневский со слушателями курсов по пчеловодству, Орел

В. А. Губин, руководивший с 1985 по 1991 год кафедрой пчеловодства Московской сельскохозяйственной академии имени Тимирязева, спустя почти полвека после смерти П. Л. Снежневского отмечал:
«Известный русский пчеловод П. Л Снежневский, обративший внимание пчеловодной общественности на необходимость сохранения индивидуальности пчелиных семей с целью более эффективного отбора лучших и отсева худших семей, в течение 20 лет вел работу на пасеках по методу, близкому к зоотехническому. В результате пасеки П. Л. Снежневского были почти свободны от роения и единственным методом, с помощью которого удавалось этого достигнуть, был метод безжалостной выбраковки ройливых семей».
Литературная деятельность П. Л. Снежневского значительна и разнообразна по своему содержанию. Его статьи регулярно публиковались практически во всех пчеловодных журналах: в «Русском пчеловодном листке», «Пчеле», «Пчеловодной жизни», «Опытной пасеке», «Пчеловодном деле», «Пчеловоде-практике», «Пчеле и пасеке», «Практическом пчеловодстве» и других.
Наиболее крупными работами П. Л. Снежневского являются книги: «Складывание гнезд на зиму» (1925), «Инстинкты семьи пчёл» (1927).